# Llista de topònims de Vinyols i els Arcs
Llista de topònims (noms propis de lloc) del municipi de Vinyols i els Arcs, al Baix Camp
Informació actualitzada per un bot. Els canvis manuals es perdran quan s'actualitzi!

## casa
| imatge | Nom                                   | Ubicat a           | instància de | Detalls                                  | coordenades                                                                         | Protecció                   | Commons (més fotos)                             | Dades a WD                    |
| ------ | ------------------------------------- | ------------------ | ------------ | ---------------------------------------- | ----------------------------------------------------------------------------------- | --------------------------- | ----------------------------------------------- | ----------------------------- |
|        | cal Cabrer                            | Vinyols i els Arcs | casa         | Estil: arquitectura popular 16th century | 41° 06′ 50″ N, 1° 02′ 20″ E / 41.114014°N,1.038883°E ca:C. Major, 8 97 msnm         | bé cultural d'interès local | Cal Cabrer (Vinyols)                            | Modifica les dades a Wikidata |
|        | cal Nicolau                           | Vinyols i els Arcs | casa         | Estil: arquitectura popular 18th century | 41° 06′ 48″ N, 1° 02′ 20″ E / 41.113403°N,1.038978°E ca:C. de la Font, 8 93 msnm    | bé cultural d'interès local | Cal Nicolau (Vinyols)                           | Modifica les dades a Wikidata |
|        | cal Sabater                           | Vinyols i els Arcs | casa         | Estil: arquitectura popular 18th century | 41° 06′ 50″ N, 1° 02′ 20″ E / 41.113919°N,1.03898°E ca:C. Major, 4-6 97 msnm        | bé cultural d'interès local | Cal Sabater (Vinyols)                           | Modifica les dades a Wikidata |
|        | habitatge al carrer Major, 16         | Vinyols i els Arcs | casa         | Estil: arquitectura popular 18th century | 41° 06′ 51″ N, 1° 02′ 19″ E / 41.114294°N,1.03856°E ca:C. Major, 16 97 msnm         | bé cultural d'interès local | Habitatge al carrer Major, 16 (Vinyols)         | Modifica les dades a Wikidata |
|        | habitatge al carrer Major, 23         | Vinyols i els Arcs | casa         | Estil: arquitectura popular 18th century | 41° 06′ 50″ N, 1° 02′ 20″ E / 41.113925°N,1.038813°E ca:C. Major, 23 97 msnm        | bé cultural d'interès local | Habitatge al carrer Major, 23 (Vinyols)         | Modifica les dades a Wikidata |
|        | habitatge al carrer Tinent del Rei, 2 | Vinyols i els Arcs | casa         | Estil: arquitectura popular 18th century | 41° 06′ 53″ N, 1° 02′ 15″ E / 41.114786°N,1.0376°E ca:C. Tinent del Rei, 2 100 msnm | bé cultural d'interès local | Habitatge al carrer Tinent del Rei, 2 (Vinyols) | Modifica les dades a Wikidata |
|        | habitatge al carrer del Carme, 18     | Vinyols i els Arcs | casa         | Estil: arquitectura popular 18th century | 41° 06′ 53″ N, 1° 02′ 16″ E / 41.11476°N,1.037732°E ca:C. del Carme, 18 100 msnm    | bé cultural d'interès local | Habitatge al carrer del Carme, 18 (Vinyols)     | Modifica les dades a Wikidata |
|        | habitatge al carrer del Carme, 20     | Vinyols i els Arcs | casa         | Estil: arquitectura popular 18th century | 41° 06′ 53″ N, 1° 02′ 16″ E / 41.114782°N,1.037686°E ca:C. del Carme, 20 100 msnm   | bé cultural d'interès local | Habitatge al carrer del Carme, 20 (Vinyols)     | Modifica les dades a Wikidata |
|        | habitatge al carrer del Carme, 4      | Vinyols i els Arcs | casa         | Estil: arquitectura popular 18th century | 41° 06′ 53″ N, 1° 02′ 17″ E / 41.114606°N,1.03812°E ca:C. del Carme, 4 99 msnm      | bé cultural d'interès local | Habitatge al carrer del Carme, 4 (Vinyols)      | Modifica les dades a Wikidata |

## entitat singular de població
| imatge | Nom                 | Ubicat a           | instància de                 | Detalls  | coordenades                                                                 | Protecció | Commons (més fotos) | Dades a WD                    |
| ------ | ------------------- | ------------------ | ---------------------------- | -------- | --------------------------------------------------------------------------- | --------- | ------------------- | ----------------------------- |
|        | Fontcoberta, la     | Vinyols i els Arcs | entitat singular de població | 208 hab  | 41° 04′ 22″ N, 1° 03′ 38″ E / 41.07275673°N,1.060655146°E 15 msnm           |           |                     | Modifica les dades a Wikidata |
|        | Sant Joan dels Arcs | Vinyols i els Arcs | entitat singular de població | 583 hab  | 41° 04′ 46″ N, 1° 03′ 53″ E / 41.0793593624144°N,1.06484992748967°E 30 msnm |           |                     | Modifica les dades a Wikidata |
|        | Vinyols i els Arcs  | Vinyols i els Arcs | entitat singular de població | 1634 hab | 41° 06′ 52″ N, 1° 02′ 21″ E / 41.11445339°N,1.03904984°E 99 msnm            |           |                     | Modifica les dades a Wikidata |

## església
| imatge | Nom                                                           | Ubicat a           | instància de | Detalls                                         | coordenades                                                                                      | Protecció                                  | Commons (més fotos)                                           | Dades a WD                    |
| ------ | ------------------------------------------------------------- | ------------------ | ------------ | ----------------------------------------------- | ------------------------------------------------------------------------------------------------ | ------------------------------------------ | ------------------------------------------------------------- | ----------------------------- |
|        | Santa Caterina de Vinyols i els Arcs                          | Vinyols i els Arcs | església     | Estil: arquitectura barroca rococó 18th century | 41° 06′ 50″ N, 1° 02′ 23″ E / 41.113777°N,1.039639°E ca:Pl. de l'Església 94 msnm                | bé cultural d'interès local                | Santa Caterina de Vinyols i els Arcs                          | Modifica les dades a Wikidata |
|        | capella de Sant Josep dels Germans de les Escoles de la Salle | Vinyols i els Arcs | església     | Estil: historicisme arquitectònic 1928          | 41° 04′ 52″ N, 1° 03′ 57″ E / 41.081111111111°N,1.0658333333333°E ca:Ctra. N-340, km 233 32 msnm | bé integrant del patrimoni cultural català | Capella de Sant Josep dels Germans de les Escoles de la Salle | Modifica les dades a Wikidata |

## granja
| imatge | Nom                 | Ubicat a           | instància de | Detalls | coordenades                                                         | Protecció | Commons (més fotos) | Dades a WD                    |
| ------ | ------------------- | ------------------ | ------------ | ------- | ------------------------------------------------------------------- | --------- | ------------------- | ----------------------------- |
|        | Granges Tremosa     | Vinyols i els Arcs | granja       |         | 41° 06′ 37″ N, 1° 03′ 07″ E / 41.110183581128°N,1.05208313712162°E  |           |                     | Modifica les dades a Wikidata |
|        | Granges de Querol   | Vinyols i els Arcs | granja       |         | 41° 05′ 49″ N, 1° 04′ 45″ E / 41.0968674629564°N,1.07924344734643°E |           |                     | Modifica les dades a Wikidata |
|        | Granja Nolla        | Vinyols i els Arcs | granja       |         | 41° 05′ 50″ N, 1° 04′ 28″ E / 41.0971294947284°N,1.07443730497188°E |           |                     | Modifica les dades a Wikidata |
|        | Granja Sant Joan    | Vinyols i els Arcs | granja       |         | 41° 04′ 32″ N, 1° 03′ 50″ E / 41.0756509526849°N,1.06393506195563°E |           |                     | Modifica les dades a Wikidata |
|        | Granja del Castells | Vinyols i els Arcs | granja       |         | 41° 05′ 40″ N, 1° 03′ 51″ E / 41.0944461118108°N,1.06427612612194°E |           |                     | Modifica les dades a Wikidata |
|        | Granja del Cruset   | Vinyols i els Arcs | granja       |         | 41° 07′ 25″ N, 1° 01′ 56″ E / 41.1236531484885°N,1.03216142213594°E |           |                     | Modifica les dades a Wikidata |
|        | Granja del Malles   | Vinyols i els Arcs | granja       |         | 41° 07′ 00″ N, 1° 02′ 12″ E / 41.1166341684012°N,1.03677800621225°E |           |                     | Modifica les dades a Wikidata |
|        | Granja del Marrasé  | Vinyols i els Arcs | granja       |         | 41° 07′ 32″ N, 1° 02′ 21″ E / 41.1255557114142°N,1.03914459565543°E |           |                     | Modifica les dades a Wikidata |

## masia
| imatge | Nom                 | Ubicat a           | instància de | Detalls                                  | coordenades                                                                        | Protecció                                  | Commons (més fotos) | Dades a WD                    |
| ------ | ------------------- | ------------------ | ------------ | ---------------------------------------- | ---------------------------------------------------------------------------------- | ------------------------------------------ | ------------------- | ----------------------------- |
|        | Mas Blau            | Vinyols i els Arcs | masia        |                                          | 41° 06′ 27″ N, 1° 02′ 26″ E / 41.1075727422558°N,1.04047777089438°E                |                                            |                     | Modifica les dades a Wikidata |
|        | Mas Golar           | Vinyols i els Arcs | masia        |                                          | 41° 04′ 26″ N, 1° 03′ 41″ E / 41.0737515214062°N,1.0613245991091°E                 |                                            | Mas Gubert          | Modifica les dades a Wikidata |
|        | Mas d'en Pou        | Vinyols i els Arcs | masia        |                                          | 41° 06′ 08″ N, 1° 03′ 23″ E / 41.1021067659941°N,1.05651345615072°E                |                                            |                     | Modifica les dades a Wikidata |
|        | Mas de Catxumà      | Vinyols i els Arcs | masia        |                                          | 41° 05′ 50″ N, 1° 02′ 41″ E / 41.097150813782°N,1.04469311780213°E                 |                                            |                     | Modifica les dades a Wikidata |
|        | Mas de Milà         | Vinyols i els Arcs | masia        |                                          | 41° 05′ 10″ N, 1° 04′ 02″ E / 41.0862007522475°N,1.06728015921151°E                |                                            |                     | Modifica les dades a Wikidata |
|        | Mas de l'Aimat      | Vinyols i els Arcs | masia        |                                          | 41° 05′ 32″ N, 1° 04′ 35″ E / 41.0922094626586°N,1.07647408632294°E                |                                            |                     | Modifica les dades a Wikidata |
|        | Mas de l'Aleu       | Vinyols i els Arcs | masia        |                                          | 41° 06′ 09″ N, 1° 02′ 53″ E / 41.1024123915699°N,1.04795457366065°E                |                                            |                     | Modifica les dades a Wikidata |
|        | Mas de la Mata      | Vinyols i els Arcs | masia        |                                          | 41° 05′ 26″ N, 1° 04′ 17″ E / 41.0905827893656°N,1.07130681669902°E                |                                            |                     | Modifica les dades a Wikidata |
|        | Mas del Baiges      | Vinyols i els Arcs | masia        |                                          | 41° 05′ 21″ N, 1° 04′ 29″ E / 41.0892714705605°N,1.07476206763076°E                |                                            |                     | Modifica les dades a Wikidata |
|        | Mas del Batlle      | Vinyols i els Arcs | masia        |                                          | 41° 05′ 57″ N, 1° 03′ 12″ E / 41.0991775623818°N,1.05320625142605°E                |                                            |                     | Modifica les dades a Wikidata |
|        | Mas del Cabrer      | Vinyols i els Arcs | masia        |                                          | 41° 07′ 00″ N, 1° 01′ 49″ E / 41.116570437294°N,1.03040782079322°E                 |                                            |                     | Modifica les dades a Wikidata |
|        | Mas del Cardona     | Vinyols i els Arcs | masia        |                                          | 41° 06′ 24″ N, 1° 02′ 33″ E / 41.1066864382496°N,1.04238569749094°E                |                                            |                     | Modifica les dades a Wikidata |
|        | Mas del Carles      | Vinyols i els Arcs | masia        |                                          | 41° 07′ 07″ N, 1° 01′ 44″ E / 41.118635172161°N,1.0287541636256°E                  |                                            |                     | Modifica les dades a Wikidata |
|        | Mas del Conrado     | Vinyols i els Arcs | masia        |                                          | 41° 04′ 57″ N, 1° 04′ 14″ E / 41.0826370087732°N,1.07069401344113°E                |                                            |                     | Modifica les dades a Wikidata |
|        | Mas del Noet        | Vinyols i els Arcs | masia        |                                          | 41° 07′ 17″ N, 1° 01′ 54″ E / 41.12144444°N,1.03175°E 118 msnm                     |                                            |                     | Modifica les dades a Wikidata |
|        | Mas del Paco        | Vinyols i els Arcs | masia        |                                          | 41° 06′ 59″ N, 1° 02′ 03″ E / 41.1163106116932°N,1.03417927385554°E                |                                            |                     | Modifica les dades a Wikidata |
|        | Mas del Papió       | Vinyols i els Arcs | masia        |                                          | 41° 06′ 11″ N, 1° 03′ 41″ E / 41.102975821262°N,1.0613739383983°E                  |                                            |                     | Modifica les dades a Wikidata |
|        | Mas del Querol      | Vinyols i els Arcs | masia        |                                          | 41° 05′ 57″ N, 1° 04′ 31″ E / 41.0992851367414°N,1.07514830460499°E                |                                            |                     | Modifica les dades a Wikidata |
|        | Mas del Xanxo       | Vinyols i els Arcs | masia        |                                          | 41° 06′ 26″ N, 1° 02′ 25″ E / 41.1072355884922°N,1.04024962281276°E                |                                            |                     | Modifica les dades a Wikidata |
|        | Xalet del Bord      | Vinyols i els Arcs | masia        |                                          | 41° 07′ 00″ N, 1° 02′ 31″ E / 41.1167587436039°N,1.0419791723895°E                 |                                            |                     | Modifica les dades a Wikidata |
|        | Xalet del Panicello | Vinyols i els Arcs | masia        |                                          | 41° 04′ 33″ N, 1° 03′ 55″ E / 41.0758441975912°N,1.06525063470579°E                |                                            |                     | Modifica les dades a Wikidata |
|        | mas de Miret        | Vinyols i els Arcs | masia        | Estil: arquitectura popular 16th century | 41° 05′ 02″ N, 1° 03′ 44″ E / 41.083923°N,1.062252°E ca:Partida de la Mata 35 msnm | bé integrant del patrimoni cultural català | Mas de Miret        | Modifica les dades a Wikidata |

## pont
| imatge | Nom                 | Ubicat a           | instància de | Detalls | coordenades                                                         | Protecció | Commons (més fotos) | Dades a WD                    |
| ------ | ------------------- | ------------------ | ------------ | ------- | ------------------------------------------------------------------- | --------- | ------------------- | ----------------------------- |
|        | Pont del Ferreret   | Vinyols i els Arcs | pont         |         | 41° 07′ 01″ N, 1° 02′ 39″ E / 41.1170764654148°N,1.04424464043449°E |           |                     | Modifica les dades a Wikidata |
|        | Pont dels Hospitals | Vinyols i els Arcs | pont         |         | 41° 05′ 12″ N, 1° 03′ 19″ E / 41.0867197060563°N,1.05530035510903°E |           |                     | Modifica les dades a Wikidata |

## Misc
| imatge | Nom                             | Ubicat a                               | instància de                                           | Detalls                                                      | coordenades                                                                                          | Protecció                                            | Commons (més fotos)                   | Dades a WD                    |
| ------ | ------------------------------- | -------------------------------------- | ------------------------------------------------------ | ------------------------------------------------------------ | --- | ---------------------------------------------------- | ------------------------------------- | ----------------------------- |
|        | Casa de la Vila                 | Vinyols i els Arcs                     | casa consistorial                                      | Estil: arquitectura popular                                  | 41° 06′ 49″ N, 1° 02′ 21″ E / 41.11374°N,1.03918°E                                                   | bé cultural d'interès local                          | Casa de la Vila de Vinyols i els Arcs | Modifica les dades a Wikidata |
|        | Castell dels Arcs               | Vinyols i els Arcs                     | castell                                                |                                                              | 41° 04′ 26″ N, 1° 03′ 49″ E / 41.0738°N,1.06354°E ca:Carrer del Camí de Sant Joan 20 msnm            | bé d'interès cultural bé cultural d'interès nacional | Castell dels Arcs                     | Modifica les dades a Wikidata |
|        | Cedre Borni                     | Vinyols i els Arcs                     | arbre singular                                         | Taxon: cedre (Cedrus) Ample: 22.6m Alt: 21m Perímetre: 3.93m | 41° 06′ 55″ N, 1° 02′ 18″ E / 41.11522°N,1.03841°E ca:Casa Malla, Vinyols 102 msnm                   | arbre monumental                                     | Cedre Borni (de casa Malla)           | Modifica les dades a Wikidata |
|        | Convent de La Salle             | Vinyols i els Arcs                     | convent edifici històric                               |                                                              | 41° 04′ 54″ N, 1° 03′ 57″ E / 41.0816172883257°N,1.065747909821°E                                    |                                                      |                                       | Modifica les dades a Wikidata |
|        | Torre de Cal Torrell            | Vinyols i els Arcs                     | torre de defensa                                       | 16th century                                                 | 41° 06′ 50″ N, 1° 02′ 22″ E / 41.11398°N,1.03941°E ca:Pl. de l'Església 96 msnm                      | bé d'interès cultural bé cultural d'interès nacional | Torre de Cal Torrell                  | Modifica les dades a Wikidata |
|        | Viñols y Archs                  | Vinyols i els Arcs                     | vèrtex geodèsic                                        |                                                              | 41° 06′ 49″ N, 1° 02′ 23″ E / 41.113692°N,1.039606°E 112.855 msnm                                    |                                                      |                                       | Modifica les dades a Wikidata |
|        | cementiri de Vinyols i els Arcs | Vinyols i els Arcs                     | cementiri                                              | Estil: arquitectura popular 1903                             | 41° 06′ 57″ N, 1° 02′ 33″ E / 41.115867°N,1.042508°E ca:A llevant del nucli urbà de Vinyols 101 msnm | bé cultural d'interès local                          | Cementiri de Vinyols                  | Modifica les dades a Wikidata |
|        | el Molí d'Avall                 | Sant Joan dels Arcs Vinyols i els Arcs | nucli d'entitat singular de població nucli de població | 302 hab                                                      | 41° 04′ 52″ N, 1° 03′ 38″ E / 41.08104667°N,1.06043568°E 33 msnm                                     |                                                      |                                       | Modifica les dades a Wikidata |
|        | la Creu                         | Vinyols i els Arcs                     | creu de terme                                          |                                                              | 41° 06′ 29″ N, 1° 02′ 29″ E / 41.1081745259925°N,1.0414364052673°E 85 msnm                           |                                                      |                                       | Modifica les dades a Wikidata |